# Skalnica darniowa bazaltowa
Skalnica darniowa bazaltowa (Saxifraga moschata subsp. basaltica (Braun-Blanq) – podgatunek skalnicy darniowej. Występuje w dwóch miejsc w Europie, w Skandynawii oraz w Polsce w Karkonoszach, w zachodniej części Małego Śnieżnego Kotła. Jest rośliną bardzo rzadką, krytycznie zagrożoną. Stanowi endemiczny dla Sudetów gatunek skalnicy.

## Morfologia
PokrójNiewielka roślina darniowa o wysokości 2–12 cm. Cała roślina jest gruczołowato owłosiona miękkimi i członowanymi włoskami.
ŁodygaWzniesiona lub podnosząca się, o  barwie jasnozielonej, słabo ulistniona, lub nieulistniona. Oprócz szczytowych pędów kwiatowych posiada pędy płonne.
LiścieCałobrzegie, koloru jasnozielonego, głównie w przyciemnej różyczce. Liście bez wypotników, zazwyczaj 3–5 klapowe (rzadko do 7) o stopniowo zwężającej się nasadzie i podługowatych lub równowąskich odcinkach, niektóre listki są niepodzielone.
Kwiaty5–krotne, koloru zielonożółtego od dwóch do dziesięciu wyrastają  na szczycie łodyg kwiatowych, tworząc grono lub wiechę. Płatki korony podługowato, 1,3–1,7 razy dłuższe od działek kielicha. Działki tępo zakończone o ogruczoloych brzegach. Słupek kwiatowy z dwoma szyjkami, powyżej połowy zrośnięty z dnem kwiatowym.

## Biologia i ekologia
Bylina, roślina górska, chamefit, karkonoski endemit. Występujące na wysokogórskich skalnych stanowiskach. Zasiedla miejsca na żyle bazaltowej, pomiędzy 1245 m n.p.m. a 1315 m n.p.m. Porasta szczeliny w ścianach bazaltowych o upadzie około 50°, oraz piargi i mniej strome miejsca u podnóża żlebu z nagromadzonym  rumoszem skalnym o podłożu bazaltowym. Wraz z innymi gatunkami skalnic jest składnikiem fitocenoz wysokogórskiej murawy identyfikowanej z zespołem roślinnym Saxifrago-Festucetum versicoloris. W Karkonoszach występuje w piętrze subalpejskim.

## Zagrożenia i ochrona
Takson bardzo rzadki, w Polsce narażony na wyginięcie (według CzK (2001) kategoria zagrożenia(VU)). W wydaniu z 2014 roku otrzymał kategorię EN (zagrożony). Według Czerwonej listy roślin i grzybów Polski (2006) gatunek wymierający, krytycznie zagrożony (kategoria zagrożenia E). W wydaniu z 2016 roku otrzymał kategorię CR (krytycznie zagrożony).
Zagrożeniem jest duża penetracja środowiska oraz naturalna sukcesja ekologiczna, w wyniku której skalnica bazaltowa zostaje zagłuszana przez nadmierny rozwój kostrzewy pstrej (Festuca versicolor). Objęta ochroną ścisłą.
W ramach programu ochrony gatunków zagrożonych ekolodzy z Karkonoskiego Parku Narodowego w sztucznych warunkach szklarniowych hodują skalnicę bazaltową Saxifraga moschata Wulfen subsp. basaltica. Kiedy sadzonki wyrosną do odpowiedniej wysokości, zostaną wysadzone w miejscach naturalnego występowania.